# Luís, Conde de Chinchón
Luis Antonio Jaime de Bourbon e Farnesio (Madri, 25 de julho de 1727 – Arenas de San Pedro, 7 de agosto de 1785), infante de Espanha, cardeal-infante, arcebispo de Toledo e de Sevilha, e conde de Chinchón.
Foi filho de Filipe V de Espanha e de sua segunda esposa, Isabel Farnésio. Foi irmão do rei Carlos III de Espanha.
Foi o arcebispo de Toledo de 1735 a 1754.

## Vida
Luís Antonio Jaime de Bourbon e Farnesio era o filho mais novo do rei Filipe V, rei da Espanha, e de sua segunda esposa, Isabel Farnésio. Serviu a carreira eclesiástica, tendo sido nomeado cardeal arcebispo de Toledo e primaz da Espanha com oito anos (1735) e arcebispo de Sevilha com catorze (1741). Deixou o estado eclesiástico em 1754, tornando-se em 1761 o Conde de Chinchon XIII. 
Foi um mecenas importante que apoiou artistas como Francisco de Goya, Luís Paret e o músico Luigi Boccherini.
Foi chamado Luís em honra a Luís XV de França e a Luís I de Espanha, seu falecido irmão. Por ser o filho mais novo de Felipe V, ocupava um lugar distante na linha de sucessão da coroa espanhola, assim foi orientado a seguir a carreira eclesiástica como era de costume na nobreza europeia. À sua frente na linha de sucessão estavam seus irmãos Luís I de Espanha, Fernando VI de Espanha,Carlos III de Espanha e Filipe I de Parma. 
Em 1735, depois de negociações difíceis, a concessão do arcebispado de Toledo foi concedida a Luís. A nomeação foi realizada e ele ficou responsável em administrar os bens temporais da Diocese de Toledo. Três meses depois da concessão do arcebispado de Toledo, o papa Clemente XII nomeou Luís como cardeal sacerdote de Santa Maria de Scala. Em 1741, uma vez ordenado, o papado deu-lhe também o arcebispado de Sevilha. 

## Abandono da carreira religiosa
Há tempos, Luis queria deixar a vida da Igreja, uma vez que não tinha uma vocação religiosa. Entre seus passatempos estavam dançar, aperfeiçoar-se em música, o tiro e a caça. Em 1754, anunciou seu desejo ao seu irmão, o rei Fernando VI, dizendo-lhe que "aspirava a uma maior paz de sua mente e segurança de sua consciência".
O rei concordou com a proposta e o papa aceitou a sua demissão, autorizando-o a deixar a carreira eclesiástica. Em 1761, Luís se tornou Conde de Chinchón, comprou o título de seu irmão Filipe, que então tornou-se duque de Parma.

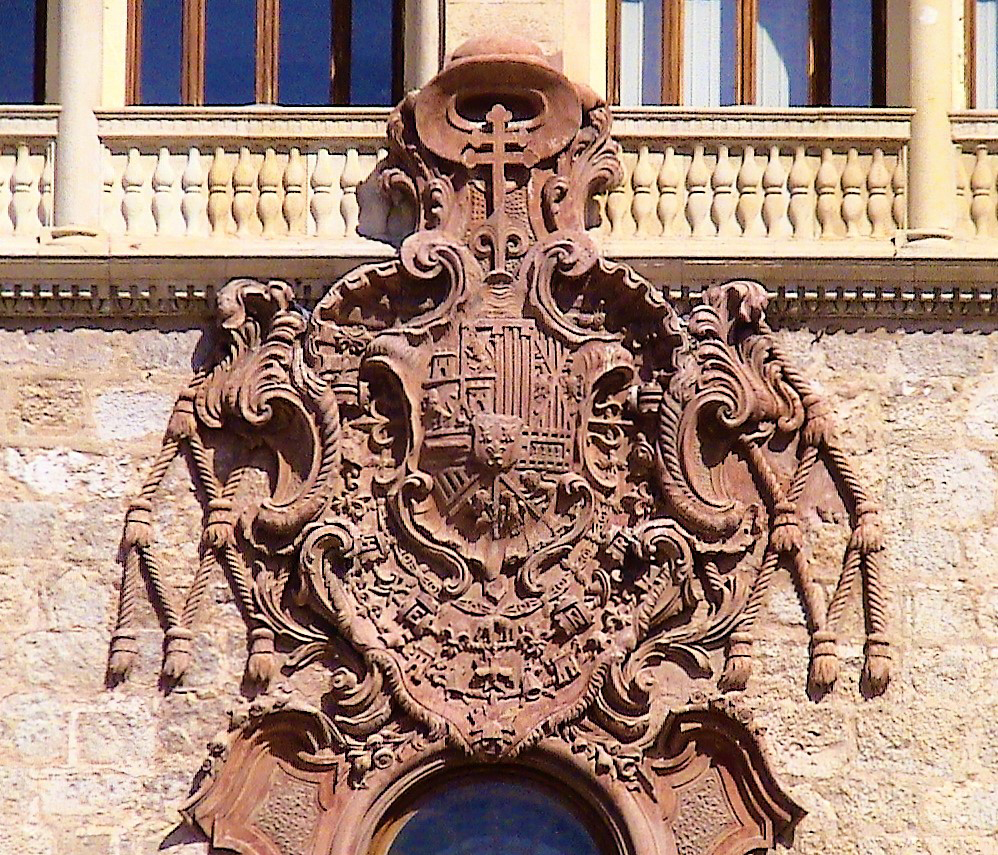
Brasão de armas do cardeal-infante Palácio do Arcebispo de Alcalá de Henares
Brasão de armas de Luís Conde, após o abandono da vida religiosa

## Casamento e descendência

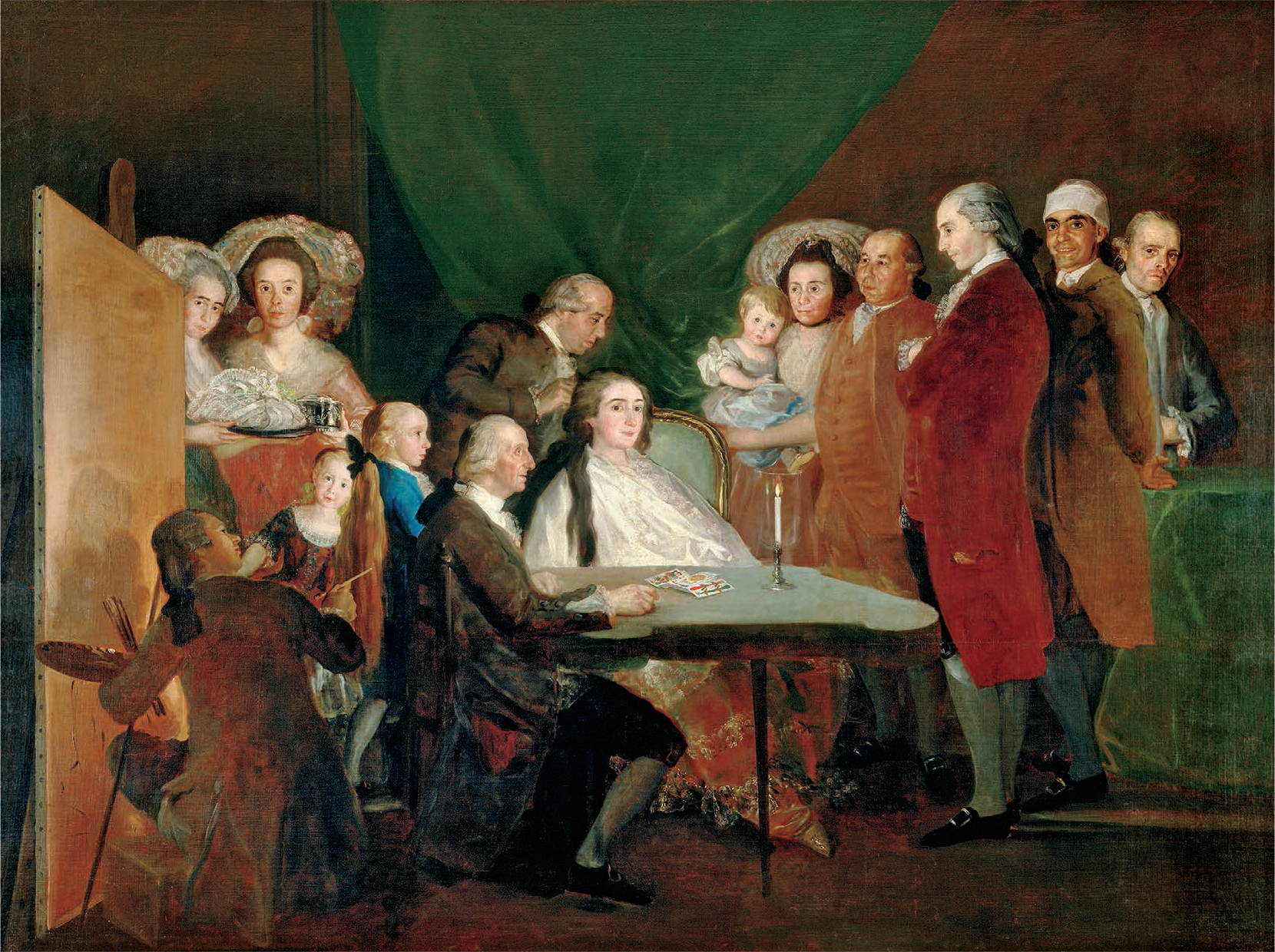
Famíla do Infante Luís, por Francisco de Goya, 1784
Fondazione Magnani-Rocca

O desejo de contrair matrimônio, que o infante havia reiterado em diferentes ocasiões, constituiu um problema para Carlos III, já que os direitos de seus filhos à coroa espanhola poderiam ser postos em dúvida, ante a opinião suficientemente difundida de que a lei sálica de 1713 dispunha em sua redação original que somente poderiam acender ao trono espanhol os nascidos na Espanha (não obstante, não existe tal cláusula na lei publicada e em uso desde 1713, requisito que seus filhos não cumpririam por terem nascido na Itália, durante o período em que Carlos foi rei de Nápoles e Sicília).
Para aceitar o casamento, o rei declarou: "Não permitindo as atuais circunstâncias um matrimônio ao infante Luís, meu irmão, com pessoa igual à sua alta espera... Venho a conceder-lhe permissão para que possa contrair matrimônio de consciência, isto é, com pessoa desigual, segundo ele me solicitou..."
As condições foram refletidas na Pragmática Sanção de 1776: Luís devia tomar a esposa designada pelo rei em casamento morganático, abandonar a corte e, por último, seus filhos não teriam nenhum tipo de honraria ou distinções e herdariam o sobrenome de sua mãe.
O casamento foi realizado em Olías del Rey (Toledo), a 27 de junho de 1776 com Maria Teresa de Vallabriga y Rozas (1758–1820). Deste casamento nasceram três filhos:
1. Luís Maria de Bourbon y Vallabriga (1777–1823), XIV conde de Chinchón, arcebispo de Toledo e cardeal. Foi o único membro da família que permaneceu em Espanha durante as Guerras Napoleónicas, sendo presidente da Regência instaurada pelas Cortes de Cádiz em 1808, até à chegada do seu primo Fernando VII. Foi sepultado na Catedral de Toledo.
2. Maria Teresa de Bourbon y Vallabriga (1780–1828) foi, por renúncia do seu irmão, a XV condessa de Chinchón; foi também I Marquesa de Boadilla del Monte. Recuperou para a família o apelido Bourbón e o tratamento de Alteza Real, graças ao seu matrimónio com Manuel de Godoy, sendo a sua filha Carlota Luísa de Godoy y Bourbón. Foi retratada por Goya (La condesa de Chinchón) sendo sepultada na capela do palácio de Boadilla del Monte.
3. Maria Luísa de Bourbon y Vallabriga (1783–1846), que casou com Joaquín José de Melgarejo y Saurín, Duque de San Fernando de Quiroga, com geração; foi seputada na sacristía do palácio de Boadilla del Monte.

## Final da vida

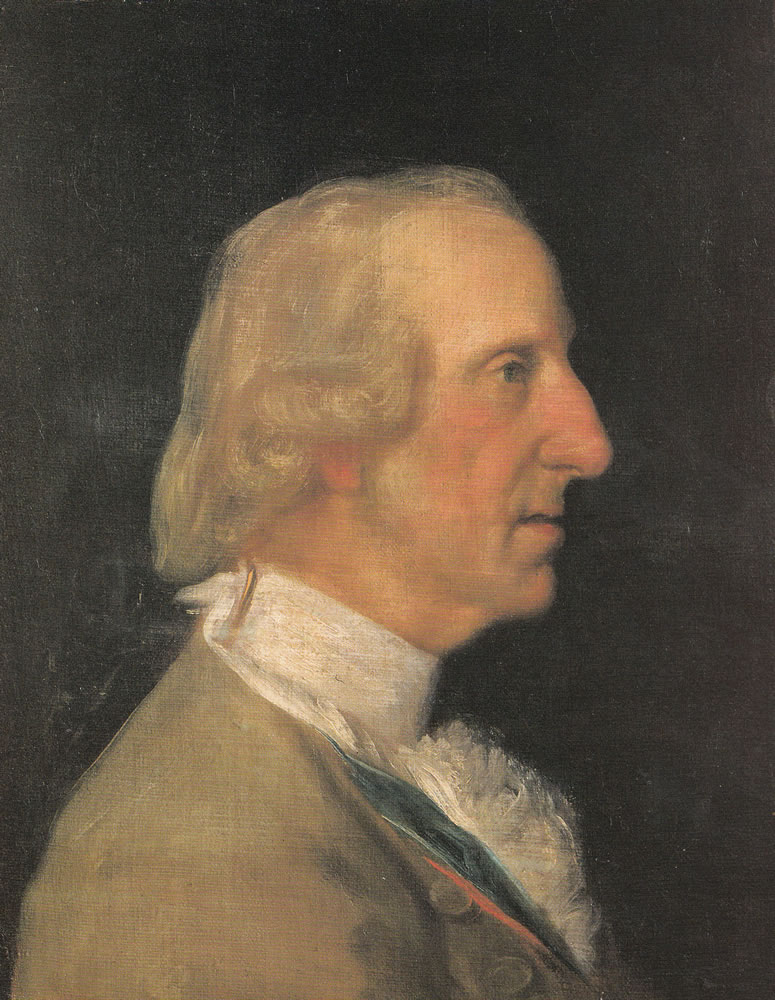
Luís nos seus últimos anos de vida
Por Francisco de Goya

Apesar de ter uma vida familiar casado com Maria Teresa de Vallabriga, ele morreu sem ser feliz: a censura de sua esposa por viver no exílio amargurou seus últimos anos de vida. Além disso, ele temia que com sua morte o rei fragmentasse a família, como infelizmente aconteceu.
Ele morreu em Arenas de San Pedro em 07 de agosto de 1785; seu desejo de que seus restos mortais descansassem em seu palácio em Boadilla foi respeitado, Luís foi sepultado no panteão dos infantes do mosteiro de Escorial, sob uma lápide com uma coroa.  